# Циметсхаузен
Циметсхаузен (њем. Ziemetshausen) град је у њемачкој савезној држави Баварска. Једно је од 34 општинска средишта округа Гинцбург. Према процјени из 2010. у граду је живјело 2.960 становника. Посједује регионалну шифру (AGS) 9774198.

## Географски и демографски подаци
Циметсхаузен се налази у савезној држави Баварска у округу Гинцбург. Град се налази на надморској висини од 475 метара. Површина општине износи 43,0 km². У самом граду је, према процјени из 2010. године, живјело 2.960 становника. Просјечна густина становништва износи 69 становника/km².